# 稲垣富士男
稲垣 富士男（いながき ふじお、1925年2月12日 - ）は、日本の経営学者・会計学者。商学博士（論文博士・1969年）。青山学院大学名誉教授。勲三等旭日中綬章受章。

## 略歴
東京市（現江東区）出身。1942年旧制日本大学第一中学校（現在の日本大学第一高等学校）卒、1945年陸軍経理学校卒、1947年中央大学商学部卒、同大学院商学研究科博士課程中退、1969年「連結財務諸表論 アメリカにおける発展を中心として」で、商学博士の学位を取得。
中央大学助教授、日本大学商学部助教授、青山学院大学経営学部教授。1993年定年、名誉教授。
2002年、勲三等旭日中綬章受章。

## 著書
- 『財務諸表論』中央大学経理研究所研究部編 中央経済社 公認会計士受験要説シリーズ　1962
- 『連結財務諸表論』中央経済社 1967
- 『財務諸表新論』税務経理協会 1969
- 『例解財務諸表論』中央経済社 1969
- 『連結財務諸表の作り方』国元書房 1974
- 『連結財務諸表詳解』中央経済社 1975 『連結財務諸表の基礎 改題新版』1999
- 『財務諸表通論』中央経済社 1976
- 『損益計算書論』同文館出版 会計学専門研究シリーズ　1977
- 『精説簿記』同文館出版 1980
- 『精説企業会計原則』中央経済社 1984

### 共編著
- 『企業集団会計 財務諸表連結の理論と実務』兼子春三共著 中央経済社 1962
- 『財務諸表論入門』新井益太郎共著 税務経理協会 1976
- 『連結財務諸表原則の解説 問答式』番場嘉一郎共著 中央経済社 1976
- 『精選簿記演習』菊谷正人共著 税務経理協会 1984
- 『会計学総論』新井益太郎共著 実教出版 1985
- 『現代会計学概論』編著 中央経済社 1985
- 『国際会計基準 日米英会計基準との比較解説』編著 同文館出版 1987
- 『国際取引企業の会計』菊谷正人共著 中央経済社 1989
- 『初級学習簿記』菊谷正人共著 同文館出版 1990
- 『上級学習簿記』菊谷正人共著 同文館出版 1990
- 『財務報告制度の展開』編 中央経済社 1995
- 『簿記入門』新井益太郎共編著 実教出版 基礎シリーズ　1998
- 『新現代会計学の基礎』新井益太郎共編著 実教出版 2001

## 論文
- <稲垣富士男